# Réserve indienne (Canada)
Cet article concerne les réserves autochtones au Canada. Pour les réserves aux États-Unis, voir Réserve indienne (États-Unis).

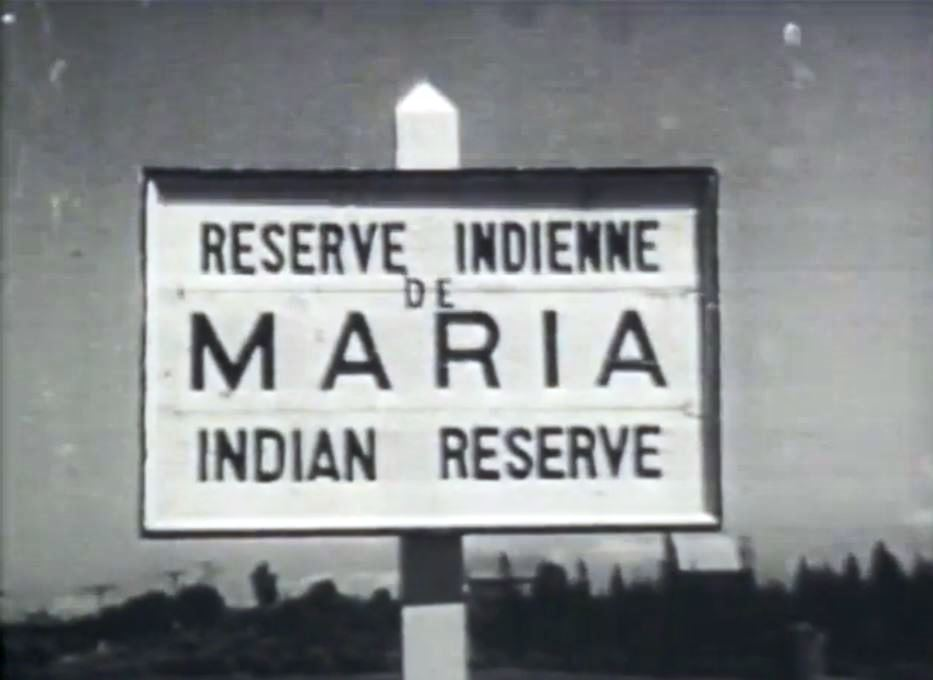
Enseigne de la réserve de Maria, aujourd'hui Gesgapegiag, en 1938.

Au Canada, une réserve indienne ou lieux habité autochtone est une partie des terres de la Couronne mis  à l'usage et au profit d'un groupe autochtone membre des Premières Nations.

## Statut
L'usage des réserves est spécifié par la Loi sur les Indiens : « Sa Majesté détient des réserves à l’usage et au profit des bandes respectives pour lesquelles elles furent mises de côté ». Peu importe la province ou le territoire dans laquelle elle se trouve, Les lieux habités autochtones sont sous juridiction fédérale.
« Le titre foncier à l'intérieur de la réserve peut être transféré uniquement à la bande ou à des membres individuels de la bande. Les terres de réserve ne peuvent être saisies légalement, et les biens personnels d'une bande ou d'un membre de la bande vivant dans une réserve ne peuvent pas être sujets à une charge, un gage, une hypothèque, une saisie, un prélèvement ou une exécution en faveur ou à la demande de toute personne ».
Les droits et libertés des peuples des Premières Nations du Canada sont régis par la «Loi sur les Indiens» depuis sa promulgation en 1876 par le Parlement du Canada.

## Histoire
Les premières réserves canadiennes ont été créées par la Couronne française, sur des terres seigneuriales par des missionnaires catholiques.
Les monarques britanniques et français considéraient que leurs terres en Amérique du Nord leur appartenaient en totalité, y compris celles occupées par les Premières Nations. En règle générale, les traités établissaient des délimitations entre les territoires réservés à la colonisation et ceux réservés à l'usage distinct des peuples autochtones.
Après l'indépendance législative du Canada par rapport au Royaume-Uni (codifiée par le Statut de Westminster, 1931), les relations – tant statutaires que cérémoniales – entre le souverain et les Premières Nations sont restées inchangées tandis que la Couronne britannique au Canada s'est transformée en une monarchie distinctement canadienne.
Dans les années 1990, elles connaissent une démographie très vigoureuse, mais plus de la moitié de la jeunesse est frappée par l'obésité, le diabète et le syndrome d'alcoolisation fœtale.

## Administration
Une réserve est gouvernée par le conseil de bande d'une Nation Autochtone qui peut avoir une ou plusieurs réserves. Il y a également certaines réserves qui sont partagées entre plusieurs nations. Selon les Affaires autochtones et du Nord Canada, en 2003, il y avait un total de 1 259 réserves au Canada couvrant une superficie totale de 28 000 km2.

## Distribution
| Province                  | Nombre | Superficie   |       |
| ------------------------- | ------ | ------------ | ----- |
| Alberta                   | 156    | 6 566,69 km2 | Liste |
| Colombie-Britannique      | 316    | -            | Liste |
| Île-du-Prince-Édouard     | 4      | -            | Liste |
| Manitoba                  | 238    | -            | Liste |
| Nouveau-Brunswick         | 28     | 143,4 km2    | Liste |
| Nouvelle-Écosse           | 40     | -            | Liste |
| Nunavut                   | 0      | -            | -     |
| Terre-Neuve-et-Labrador   | 3      | -            | Liste |
| Territoires du Nord-Ouest | 29     | -            | Liste |
| Ontario                   | 210    | -            | Liste |
| Québec                    | 30     | -            | Liste |
| Saskatchewan              | 205    | -            | Liste |